# Lesbische und schwule Chöre
Lesbische und schwule Chöre sind Gesangschöre, deren Mitglieder durch ihre homosexuelle Orientierung zusammengefunden haben. Seit Ende der 1970er Jahre hat sich international und in Deutschland eine Vielzahl lesbischer und schwuler Chöre formiert und im Laufe der Zeit ein eigenes Genre der Chormusik entwickelt.
Es hat sich eine große Bandbreite von Organisationen herausgebildet, was Größe, Zusammensetzung und musikalische Ausrichtung der Gruppen betrifft. Es gibt Quartetts oder Doppel-Quartetts, bis hin zu Chören mit 40 bis 50 Mitgliedern. Es bestehen rein lesbische, schwule oder gemischte (schwul / lesbisch bzw. homosexuell / heterosexuell) Gruppen. Im Allgemeinen sind die Mitglieder homosexuell. Dabei sind heterosexuelle Mitglieder durchaus nicht ausgeschlossen, wohl aber selten anzutreffen. Auch die musikalische Leitung der Gruppen hat häufig eine lesbische Frau oder ein schwuler Mann inne.

## Geschichte
Im Jahr 1971 gründete die Komponistin Roberta Kossa in New York den Chor Women Like Me, der vor allem Werke von Kossa aufführte und bis 1980 bestand. Im Jahre 1975 formierte Catherine Roma (geboren 1948) mit mehreren lesbischen Aktivistinnen in Philadelphia  den feministisch orientierten Anna Crusis Women's Choir. In Los Angeles gründete Sue Fink Anfang 1976 den Los Angeles Community Women's Chorus. Der erste offen schwule Chor war der Gotham Male Chorus, der sich 1977 in New York bildete. Der Chor nimmt seit 1979 auch Frauen auf und heißt seither Stonewall Chorale. Er war damit auch der erste gemischt schwul-lesbische Chor der USA.
Historisch betrachtet hatte der San Francisco Gay Men's Chorus (SFGMC) besonderen Einfluss. Er traf sich am 30. Oktober 1978 zu seiner ersten Probe. Das erste Konzert fand am 27. November dieses Jahres statt, im Rahmen einer Trauerfeier für den Politiker Harvey Milk, der an diesem Tag ermordet worden war. 1981 bereiste der SFGMC große Teile der USA, und in vielen Städten bildeten sich im Nachklang dieser Reise neue schwule Chöre. 2019 wurde über die Geschichte des SFGMC  der Dokumentarfilm Gay Chorus Deep South veröffentlicht. Ein internationaler Dachverband ist die 1982 ebenfalls in den USA ins Leben gerufene Gay and Lesbian Association of Choruses (Gala Choruses).
In den 1980er Jahren gründeten sich auch in Europa die ersten Gruppen. Bereits 1980 bildete sich in Hamburg unter Leitung von Corny Littmann und des damaligen Kirchenorganisten Gunter Schmidt der Hamburger Tuntenchor. LEGATO, der Dachverband der lesbischen und schwulen Chöre und Gesangsensembles Europas wurde 1997 gegründet.

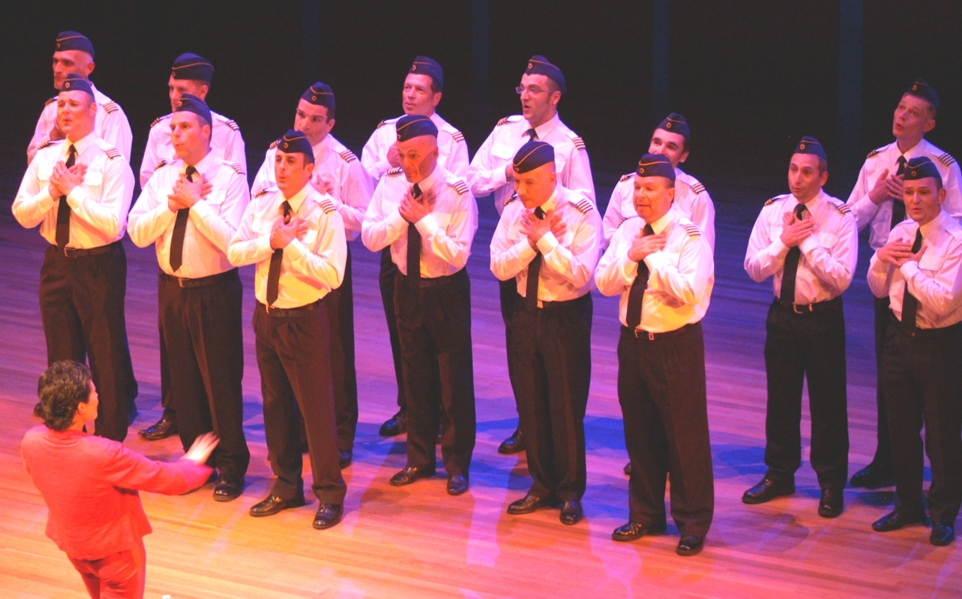
Schwuler Chor RosaCavaliere aus Berlin, bei einem Auftritt 2005 in Leeuwarden, Niederlande

Zu den frühen schwulen Chören in Europa zählte auch Noot aan de Man aus Amsterdam, der sich 1982 gründete. Der Chor besteht nicht mehr. Im gleichen Jahr wurde in Köln der Chor Triviatas gegründet. Darauf folgten viele weitere lesbische und schwule Chöre.
Die Chöre sind wichtige Integrationsorte innerhalb der lesbisch-schwulen Community. Sie bieten einen Raum, in dem die Mitglieder sowohl ihre musikalischen Interessen verfolgen können, als auch vor Ressentiments und Vorurteilen gegenüber Homosexuellen geschützt sind und sich frei und unverstellt bewegen können. Dies spielte vor allem zu Beginn der homosexuellen Chorbewegung eine wichtige Rolle, mit der zunehmenden gesellschaftlichen Emanzipation tritt der musikalische Aspekt zunehmend in den Vordergrund.

## Unterschiede zu vorwiegend heterosexuellen Chören
Lesbische und schwule Chöre unterscheiden sich teilweise durch das Repertoire, insbesondere aber durch die Art der Präsentation von den traditionellen Formen des Chorgesanges. Lieder werden oft zu thematischen Programmen oder Musicals zusammengestellt und mit mehr oder weniger aufwendigen Choreographien auf der Bühne präsentiert. Hier besteht eine enge Verwandtschaft zur musikalischen Revue der 1920er/1930er Jahre. Kostüme werden oft aufwendig selbst hergestellt; Liedvorträge können mit Conferencen oder kurzen Theaterszenen abwechseln.

## Musikrichtungen
Die überwiegende Mehrzahl der Gruppen singt A cappella oder mit Klavierbegleitung. Auch Rhythmusinstrumente werden gerne eingesetzt. Darüber hinaus ist eine Begleitung durch Band oder Orchester nur selten gegeben.
Hinsichtlich der musikalischen Stilrichtungen wird die gesamte Bandbreite der zeitgenössischen und im weitesten Sinne klassischen Musik abgedeckt.
Chorwerke der Renaissance und des Barock gehören dazu, ebenso wie romantische Werke von Felix Mendelssohn Bartholdy, Franz Schubert und Robert Schumann. Zum Repertoire gehören deutsche Schlager der 1920er/1930er Jahre und der zweiten Hälfte des zwanzigsten Jahrhunderts. Häufig werden auch aktuelle Rock- und Popsongs gecovert.
Oft werden Lieder umgetextet, um politische, humoristische oder auch erotische Anspielungen und Aussagen einzubauen.

## Chorfestivals
Es gibt mehrere nationale, europäische wie auch internationale schwul-lesbische Chorfestivals. In Deutschland gibt es zwei Festivals, für Süddeutschland das süddeutsche schwul-lesbisch-queere  Chorfestival sowie Nordakkord für die nördliche Hälfte Deutschlands. Das europäische Festival nennt sich Various Voices, begann 1985 unter dem Namen Homo cantat und wird veranstaltet von den Legato-Chören.
Die Festivals werden von verschiedenen Chören aus der schwulen lesbischen Chor-Szene veranstaltet. Sie finden in der Regel alle zwei Jahre und teilweise unter wechselnden Namen statt.
Das Festival-Programm umfasst typischerweise Begrüßungsveranstaltungen, gemeinsames Straßensingen, verschiedenste Workshops (z. B. Stimmbildung, Bühnenpräsenz oder Stadtführungen) sowie mehrere öffentliche Konzerte der teilnehmenden Chöre.

### Süddeutsches Schwul-Lesbisch-Queeres Chorfestival
| Name         | Austragungsort       | Austragungsjahr |
| ------------ | -------------------- | --------------- |
| ChoriRosa    | Freiburg im Breisgau | 1996            |
| Kreisch      | Karlsruhe            | 1998            |
| Südluscht    | Stuttgart            | 2000            |
| Schreiline   | Frankfurt am Main    | 2002            |
| Kreisch      | Karlsruhe            | 2004            |
| Monaccord    | München              | 2006            |
| Südluscht    | Stuttgart            | 2008            |
| Schreiline   | Frankfurt            | 2010            |
| SaarQueerele | Saarbrücken          | 2012            |
| Sirena       | Nürnberg             | 2013            |
| Queertakte   | Mainz                | 2015            |
| Südakkord    | Bern                 | 2017            |
| Kreisch      | Karlsruhe            | 2019            |
| Monaccord    | München              | 2022            |
| Schreiline   | Frankfurt am Main    | 2025            |

### Nordakkord
| Austragungsort | Austragungsjahr |
| -------------- | --------------- |
| Münster        | 2011            |
| Hamburg        | 2013            |
| Leipzig        | 2015            |
| Köln           | 2017            |
| Berlin         | 2019            |
| Bremen         | 2022            |
| Hamburg        | 2024            |

### Various Voices
| Austragungsjahr     | Austragungsort          | Anmerkung                                                                             |
| ------------------- | ----------------------- | ------------------------------------------------------------------------------------- |
| 25.05. – 26.05.1985 | Köln (Deutschland)      | 4 Chöre aus 4 Ländern                                                                 |
| 1986                | Amsterdam (Niederlande) | 4 Chöre aus 4 Ländern                                                                 |
| 1987                | Stockholm (Schweden)    | 4 Chöre aus 4 Ländern                                                                 |
| 21.05. – 22.05.1988 | Berlin (Deutschland)    | 14 Chöre aus 5 Ländern, zum ersten Mal auch mit Lesbenchören                          |
| 11.05. – 14.05.1989 | London (UK)             | 14 Chöre aus 5 Ländern                                                                |
| 15.05. – 18.05.1991 | Hamburg (Deutschland)   | 14 Chöre aus 5 Ländern                                                                |
| 20.05. – 23.05.1993 | Zürich (Schweiz)        | 14 Chöre aus 5 Ländern                                                                |
| 25.05. – 27.05.1995 | Groningen (Niederlande) | 36 Chöre aus 8 Ländern mit 800 Sängern, zum ersten Mal unter dem Namen Various Voices |
| 16.05. – 18.05.1997 | München (Deutschland)   | 54 Chöre aus 9 Ländern mit 1300 Sängern                                               |
| 20.05. – 26.05.2001 | Berlin (Deutschland)    | 70 Chöre aus 10 Ländern mit 1500 Sängern                                              |
| 03.05. – 08.05.2005 | Paris (Frankreich)      | 56 Chöre aus 10 Ländern mit 1350 Sängern                                              |
| 01.05. – 04.05.2009 | London (UK)             | 59 Chöre aus 14 Ländern mit 1700 Sängern                                              |
| 13.06. – 16.06.2014 | Dublin (Irland)         | 76 Chöre aus 16 Ländern mit 2500 Sängern                                              |
| 09.05. – 13.05.2018 | München (Deutschland)   | 100 Chöre aus 19 Ländern mit 2700 Sängern                                             |
| 14.06. – 18.06.2023 | Bologna (Italien)       | 105 Chöre aus 20 Ländern mit 3300 Sänger*innen                                        |
| 24.06. – 28.06.2026 | Brüssel (Belgien)       |                                                                                       |